# Виктор Папанек
Виктор Папанек (Беч, 23. новембар 1923 — Лоренс, Канзас 10. јануар 1998), био је дизајнер и теоретичар дизајна, естетичар и едукатор који је постао снажан заговорник друштвено и еколошки одговорног дизајна. Није одобравао производе који су били несигурни, упадљиви, неадекватни или суштински бескорисни. Његови производи, списи и предавања су колективно сматрани примером и инспирисали су многе дизајнере. Папанек је био филозоф дизајна и као такав био је неуморан, речит промотер дизајнерских циљева и приступа који би били осјетљиви на друштвене и еколошке аспекте. Он је написао да је "дизајн постао најмоћнији алат којим човек обликује своје алате и окружење (и, самим тим, друштво и себе)."

## Биографија
Виктор Јозеф Папанек је рођен у Бечу, Аустрија, 1923. Похађао је школу у Енглеској и емигрирао у САД 1930-их, где је студирао дизајн и архитектуру. Папанек је студирао код Френка Лојда Рајта на Западном Талиесину у Аризони 1940. Дипломирао је на Купер Унион у Њујорку (1950) и завршио је студије дизајна на Технолошком институту у Масачусетсу (М.А. 1955).
Папанек је био заинтересован за човечанство као такав и наставио се занимати за антропологију, живећи и радећи неколико година са Навахо индијанцима, Инуитима и Балинезима. Папанек је сматрао да, када је дизајн једноставно технички или само стилски оријентисан, губи додир са оним што је стварно потребно људима.
"Један од мојих првих послова након што сам напустио школу био је дизајнирање стоног радија", написао је Папанек у Дизајн за стварни свет. "То је био дизајн платна: дизајн спољашњег покривањем механичких и електричних црева. Био је то мој први, и надам се посљедњи пут сусрета са изгледом, дизајном или дизајнерском" козметиком "." И даље, он пише: "Само мали део наше одговорности лежи у области естетике."
У истој књизи, Папанек је написао: "Много новијег дизајна задовољава само пролазне жеље, док стварне потребе човека често занемарују дизајнери."
Виктор Папанек је предавао на Колеџу уметности у Онтарију, Школи дизајна у Род Ајленду, Универзитету Пердје, Калифорнијском институту за уметност (где је био декан), био је шеф Одељења за дизајн производа на Школи дизајна на државном колеџу Северне Каролине и другим местима у Северној Америци. Од 1976. до 1981. водио је Одсек за дизајн на Институту за уметност у Канзас Ситију. Године 1981. постао је професор архитектуре и дизајна на Универзитету у Канзасу. Радио је, предавао и консултовао се у Шведској, Енглеској, Југославији, Швајцарској, Финској и Аустралији.
Папанек је осмислио дизајн производа за Организацију Уједињених нација за образовање, науку и културу (UNESCO) и Свјетску здравствену организацију (WHO). Компанија Volvo из Шведске уговорила је да за њих дизајнира такси за инвалиде.
Са својим интересовањем за све аспекте дизајна и начином на који су дизајнирани предмети утицали на људе и животну средину, Папанек је сматрао да је много тога што је произведено у САД-у било незгодно, често неозбиљно па чак и несигурно.
Радио је са дизајнерским тимом који је прототипирао образовни телевизијски сет који би се могао користити у земљама у развоју у Африци а који је произведен у Јапану за 9,00 долара по сету (цена 1970). Његови дизајнирани производи су укључивали и изванредан транзисторски радио, направљен од обичних металних посуда за храну и покретан упаљеном свећом, који је дизајниран да буде јефтино произвођен у земљама у развоју. Његово знање о дизајну га је одвело у пројекте као што је иновативна метода за расипање сјемена и ђубрива за пошумљавање на тешко приступачном земљишту, као и рад с дизајнерским тимом на возилу на људски погон способном да превози полутонски терет и још један тим који је дизајнирао врло рано трослојно, широко теретно возило за све терене.
Папанек је путовао по свету, држао је предавања о својим идејама за еколошки здрав дизајн и дизајнирање које треба да служи сиромашнима, инвалидима, старијим и другим мањинским сегментима друштва. Написао је осам књига. Како би дизајнер, који мора (као и други) зарађивати за живот, заправо треба да служи "стварним потребама" људских бића? „Покушао сам да покажем да дизајнер може слободно дајући 10% свог времена, талената и вештина, да помогне.“ Другим речима, да је спреман да волонтира.
Папанек је примио бројне награде, укључујући стипендију за истакнутог дизајнера из National Endowment for the Arts 1988. године. Сљедеће године добио је међународну награду IKEA Фондације.
Умро је у Лоренсу, у Канзасу, у 74 години.

### Књиге које је написао Папанек:
- „Design for the Real World: Human Ecology and Social Change”, New York. .
- „Design for Human Scale”, New York, Van Nostrand Reinhold. 1983.  978-0-442-27616-4..
- „The Green Imperative: Natural Design for the Real World”, New York, Thames and Hudson. 1995.  978-0-500-27846-8..

### Књиге које је написао Папанек & Hennessey, Jim:
- „Nomadic Furniture: How to Build and Where to Buy Lightweight Furniture That Folds, Collapses, Stacks, Knocks-Down, Inflates or Can be Thrown Away and Re-Cycled”, New York. .
- „Nomadic Furniture 2”, New York. .
- „How Things Don't Work”, New York. .

### Књига о Папанеку
- Gowan, Al (2015). Victor Papanek: Path of a Design Prophet. Cambridge Massachusetts: Merrimack Media. ISBN 978-1-939166-72-2.